# (4557) Mika
(4557) Mika est un astéroïde de la ceinture principale.

## Description
(4557) Mika est un astéroïde de la ceinture principale. Il fut découvert le 14 décembre 1987 à Kitami par Masayuki Yanai et Kazuro Watanabe. Il présente une orbite caractérisée par un demi-grand axe de 3,02 UA, une excentricité de 0,05 et une inclinaison de 11,3° par rapport à l'écliptique.

## Compléments